# 克雷斯 (澳大利亚首都特区)
克雷斯（英语：Crace），是位于堪培拉下属甘加林城区西部的一个郊区，北隔Gundaroo Drive和Nudurr Drive接尼科尔斯和帕默斯顿，南隔巴顿高速公路接吉拉朗。冈加德拉草原自然保护区的堪培拉自然公园位于该区。该区得名于甘加林地区最初的定居者爱德华·肯德尔·克雷斯。街道以殖民时期的教区和土地划分命名。2016年人口普查显示，人口为4,459人。。

## 开发
本区已完成开发建设。
- 道路建设于2008年7月开始。
- 21栋样板房的建设已于2009年5月竣工。
- 到2012年7月，一半以上的房屋已完工。
- 大部分房屋已于2015年竣工。

澳大利亚首都特区政府选择了澳大利亚国防住房公司和堪培拉投资公司作为该地区的开发商。开发商预计能赚到6000万美元，但必须与政府分享一半。一些非常小的街区被用于低成本住房，85%被用于高成本住房。140公顷的土地上计划建造1,500栋房屋，然而实际建造了1,600多套住宅。

## 设施
该区还包括甘加林山，该山拥有以下广播电台的传输设施：
- ABC Radio National
- 666 ABC Canberra
- 1RPH
- Mix 106.3
- 1053 2CA
- 1206 2CC
- Hit 104.7

克雷斯拥有一家当地购物中心，其中包括Supabarn、The District（餐厅/酒吧）、Chicken Gourmet、Capital Chemist、Blue Poppy Hair、Club Lime、Sibu Beauty、Coffee Guru、Verve Chiropractic、Crace Medical Centre和B Best Thai Massage。
与堪培拉的大多数新郊区一样，克雷斯是一个猫收容区：所有猫都必须被关在猫主人的财产内，如果在户外，则必须被关在围栏内。

## 地理
尽管名称是克雷斯草原自然保护区和克雷斯山，但它们并不完全位于克雷斯。它们的南部位于邻近的莱纳姆郊区。它还设有CSIRO可持续生态系统区域。
克雷斯西北侧的岩石是志留纪中期堪培拉组板岩页岩和泥岩。中西部为粉砂岩。朝甘加林山方向，粉砂岩矿床底部有一些砂岩，然后是志留纪下时代的州圈页岩的不整合面，然后是泥岩。甘加林山上的岩石来自奥陶纪皮特曼组，其中包括杂砂岩和阿克顿页岩层。克雷斯东侧也有志留系堪培拉地层，克雷斯山顶有泡状英安岩覆盖泥岩。克雷斯山已被指定为地质古迹。甘加林断层沿着冈嘎林山的东南侧弯曲，并从克雷斯向北东北延伸。温斯莱德断层从冈加林山顶进入克雷斯南部，并向北弯曲进入帕默斯顿。